# Pekin (Illinois)
Pekin é uma cidade localizada no estado americano de Illinois, no Condado de Peoria e Condado de Tazewell.

## Demografia
Segundo o censo americano de 2000, a sua população era de 33.857 habitantes.
Em 2006, foi estimada uma população de 33.368, um decréscimo de 489 (-1.4%).

## Geografia
De acordo com o United States Census Bureau tem uma área de
35,6 km², dos quais 34,1 km² cobertos por terra e 1,5 km² cobertos por água. Pekin localiza-se a aproximadamente 153 m acima do nível do mar.

## Localidades na vizinhança
O diagrama seguinte representa as localidades num raio de 12 km ao redor de Pekin.